# Paul Polansky
Paul Polansky (* 17. února 1942 Mason City, Iowa – 26. března 2021) byl americký spisovatel, básník a aktivista hájící lidská práva, především pak práva Romů ve východní Evropě a na Balkáně.

## Život
Narodil se ve Spojených státech do rodiny česko-německých přistěhovalců. Vystudoval žurnalistiku, historii a rétoriku na Marquette University v Milwaukee v americkém státě Wisconsin. Mezi lety 1969 a 1992 se věnoval odborné práci a podnikání. V roce 1992 objevil ve Státním oblastním archivu v Třeboni přibližně 40 000 dokumentů týkajících se koncentračního tábora Lety. Ten byl za druhé světové války pod správou protektorátních úřadů. Na základě tohoto objevu se přestěhoval do Prahy, aby pokračoval ve zkoumání tohoto tématu. Zviditelnění historie tábora v Letech vyvolalo bouřlivou diskusi, která v roce 1995 vyústila v odhalení památníku v Letech. Na malé části území bývalého tábora dodnes stojí zemědělský podnik. V roce 1998 vydal knihu Tíživé mlčení, která je postavena na rozhovorech se svědky a přeživšími tábora v Letech. Ve své další knize Bouře (1999) pomocí příběhu jedné česko-romské rodiny vypráví o osudech českých Romů za druhé světové války.
V roce 1999 začal Polansky pracovat pro Úřad Vysokého komisaře Organizace spojených národů pro uprchlíky (UNHCR) jako poradce pro otázky romských uprchlíků v Kosovu. Od července 1999 do září 2009 byl vedoucím mise pro Společnost pro ohrožené národy v Kosovu a Srbsku. V roce 2003 se stal vedoucím Roma Refugee Fund v Kosovu (KRRF), neziskovou organizaci působící v romském utečeneckém táboře v Kosovské Mitrovici. V rámci své práce v Kosovu odhalil případy otravy olovem v tamních utečeneckých táborech spravovaných Organizací spojených národů.

## Dílo
Polansky vydal padesát dva knih, včetně šestnácti knih s poezií. Kromě zmíněných knih týkajících se osudu českých Romů za druhé světové války (Tíživé mlčení, 1998 a Bouře, 1999) patří k nejvíce kontroverzním dílo UN-Leaded Blood, v němž popsal nečinnost pracovníků OSN, kvůli které zemřelo mnoho dětí na otravu olovem v táborech OSN v severní Mitrovici.
V roce 1995 produkoval dokumentární film Gypsy Blood (Cikánská krev), jenž v témže roce vyhrál cenu za nejlepší informativní film na mezinárodním filmovém festivalu Zlaté kolo v makedonské Skopji. Podílel se i na reportáži Amose Robertse pro australskou televizi Dateline, která se v roce 2009 věnovala nečinnosti Organizace spojených národů ve věci pokračujících otrav Romů olovem v Mitrovici.

## Ocenění
- 2004 – Weimar Human Rights Award
- 2005 – finalista John Humphrey Freedom and Human Rights Award[3]

## Publikace
- Antonin Dvořák, My Father, by Otakar Dvořák and Paul J. Polansky, published by Czech Historical Research Ctr (1993), ISBN 978-0963673404
- Living Through It Twice: Poems Of The Romany Holocaust, G PLUS G editions (1998), ISBN 978-8086103112
- Black Silence: The Lety Survivors Speak, G PLUS G editions (1998), ISBN 978-0893042417
- The Gypsies of Kosovo, A Survey of their Communities after the War, SFTP, Goettingen, Germany, (2000)
- Not a Refugee; The Plight of the Kosovo Roma (Gypsies) After the 1999 War, Voice of Roma editions (2000), ASIN: B000GYAEWY
- The River Killed My Brother, Norton Coker editions (2001), ISBN 978-1879457751
- The Blackbirds of Kosovo, Left Curve Publications (2001), ASIN: B000I80VT4
- Bez Domova V Srdci Ameriky, Society for Homeless People, Prague, CZ, (2002)
- Bus Ride in Jerusalem, Roma Refugee Fund, (2003)
- To UNHCR, with Love, Divus editions, (2003), ISBN 9788086450278
- Kosovo Blood, published by KRRF (2004), ASIN: B004GV1UYO
- Sarah's People: Nish Cemetery Poems & Photos, published by KRRF (2005), ASIN: B004GUXZDE
- Where is my life?, Poems of Kosovo Roma, Feral Tribune, Split, Croatia, (2004)
- UN-leaded Blood, published by KRRF (2005), ISBN 978-1879457959
- Safari Angola, self produced (2006), ASIN: B004HEHZUI
- Roma: verchtet, verfolgt, vergessen; selected poems 1991-2005, Wormser, Bern, Switzerland, (2006)
- Gypsy Taxi, self produced (2007), ASIN: B006ZY7AQ2
- One blood, one flame: the oral histories of the Yugoslav gypsies before, during and after WWII, Vol. I, Kosovo Roma Refugee Foundation, Serbia, (2007)
- One blood, one flame: the oral histories of the Yugoslav gypsies before, during and after WWII, Vol. II, Kosovo Roma Refugee Foundation, Serbia, (2008)
- One blood, one flame: the oral histories of the Yugoslav gypsies before, during and after WWII, Vol. III, Kosovo Roma Refugee Foundation, Serbia, (2008), ISBN 9781879457720
- Undefeated, Multimedia Edizioni, (2009)
- Deadly Neglect, self produced, (2010)
- Boxing Poems Volo Press edizioni, (2010)
- Poesie, Damocle Edizioni, (2011)
- Mustalais Taksi, Roma poems in Finnish, Savukeidas, Turku, Finland, (2011)
- The Storm, CreateSpace Independent Publishing Platform (2011), ISBN 978-1463755409
- Black Silence, CreateSpace Independent Publishing Platform (2011), 978-1466295742
- La mia vita con gli zingari, Datanews, (2011), ISBN 9788879813259
- The Silence of the Violins – Il silenzio dei violini, con Roberto Malini, Il Foglio Letterario, (2012)
- The Hand of God – La mano di Dio, con Roberto Nassi, Il Foglio Letterario, maggio, (2012)
- Katurakki, boxing poems in Finnish, Savukeidas, Turku, Finland, (2012)
- Cry, Gypsy, poems of Germany's Forced Deportations of Kosovo, Volo Press edizioni, (2012)
- Homeless in America, poems from the heartland, Left Curve Publications, Oakland, USA, (2013)
- Summer Camp, a memoir of a UN camp for Gypsies in 1999 Kosovo, Amazon.com, (2013)
- Book 7 of Diamantini Collection, selected Polansky poems, II Girasole Edizioni, Italy, (2013)
- Bokserske Pesme, boxing poems in Serbian, Studentski Kulturni Centar, Kragujevac, Serbia, (2014)
- Bezdomny Pies, boxing poems in Polish, Wydawnictwo Moon Dog, Warszawa, Poland, (2014)
- Rockets, poems about the Israeli-Palestinian conflict, Albeggi Edizioni, Rome, Italy, (2014)
- Tabor Smrti Lety, 1992-1995 memoir of discovering a Czech death camp for the Roma, Antifasisticka akce, Prague, CZ, (2014)
- Carmine Voices, Volo Press & Amazon, USA, (2015)
- The Search for Bong Way Wong, Amazon, USA, (2016)
- Vicente Hong, Amazon, USA, (2017)
- Bokserske Pesme, Pressing, Belgrade, Serbia, (2018)
- Kosovska KRV, Sevn, Nish, Serbia, (2019)
- Waiting to Die/Aspettando la morte, English/Italian, Nerocromo Di Caosfrera, Vicenza, Italy, (2019)

### Česky
- Tíživé mlčení: svědectví těch, kteří přežili Lety. Praha: G plus G, 1998. 254 s. ISBN 80-86103-13-7.
- Living through it twice : poems of the Romany holocaust (1940-1997) = Dvakrát tím samým : básně o romském holocaustu (1940-1997). Praha: G plus G, 1998. 125 s. ISBN 80-86103-11-0.
- Bouře. Praha: G plus G, 1999. 238 s. ISBN 80-86103-24-2.
- Stray dog : poems of a fighting freak = Toulavej pes : básně podivnýho boxera. Praha: G plus G, 1999. 205 s. ISBN 80-86103-20-X.
- To UNHCR, with love. Praha: Divus, 2003. 54 s. ISBN 80-86450-27-9.
- Tábor smrti Lety: vyšetřování začíná (1992-1995). Hradec Králové: Antifašistická Akce, 2014. 510 s. ISBN 978-80-260-7200-3.